# چارتا
چارتا (انگلیسی: Charta) یک منطقهٔ مسکونی در کلمبیا است.